# Erysiphe hyperici

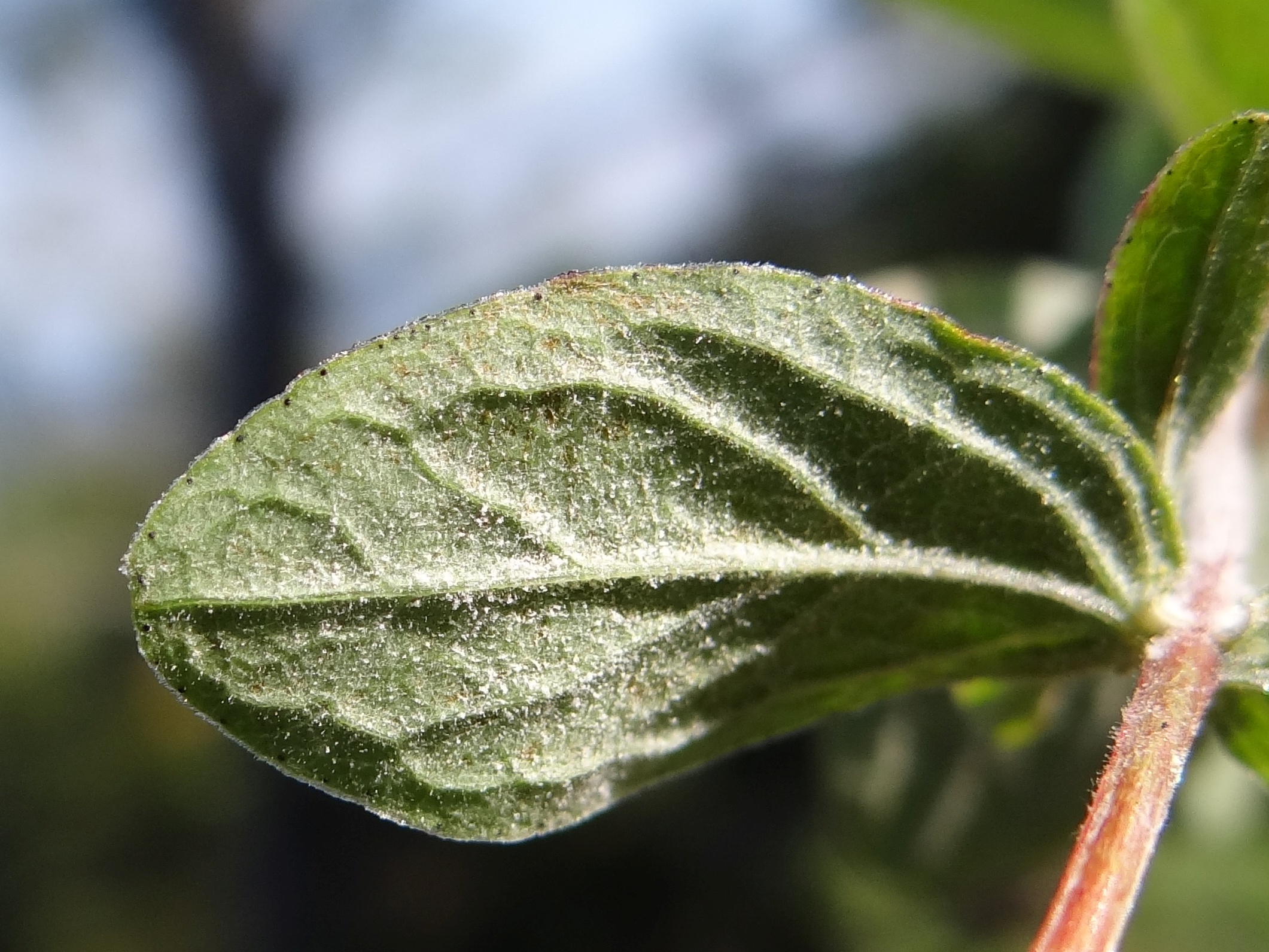
Grzybnia na dolnej stronie liścia dziurawca

Erysiphe hyperici (Wallr.) S. Blumer – gatunek  grzybów należący do rodziny mączniakowatych (Erysiphaceae). Pasożyt, fitopatogen występujący na różnych gatunkach roślin z rodzaju dziurawiec (Hypericium). Wywołuje u nich chorobę o nazwie mączniak prawdziwy.

## Systematyka i nazewnictwo
Pozycja w klasyfikacji według Index Fungorum: Erysiphe, Erysiphaceae, Helotiales, Leotiomycetidae, Leotiomycetes, Pezizomycotina, Ascomycota, Fungi. 
Po raz pierwszy takson ten zdiagnozował w 1819 roku Carl Friedrich Wallroth nadając mu nazwę Alphitomorpha hyperici. Obecną, uznaną przez Index Fungorum nazwę nadał mu w 1933 roku Samuel von Blumer, przenosząc go do rodzaju Erysiphe. 
Synonimy:
- Alphitomorpha hyperici Wallr. 1819
- Microsphaera hypericacearum U. Braun 1981

## Morfologia
Grzyb mikroskopijny. Grzybnia rozwija się głównie na powierzchni liści, łodyg i kwiatostanów roślin, do wnętrza tkanek zapuszcza tylko ssawki. Wygląda jak biały, mączysty nalot, jest rozproszona lub tworzy skupiska. Strzępki mają szerokość (2,5–) 4–5 (–10) μm. Konidiofory proste, cylindryczne, do kolanek mają długość 25–30 (–36) × 8–10 μm. Konidia oddzielają się pojedynczo. Mają cylindryczny kształt i rozmiar  30–38 x 12–18  μm. Klejstotecja tworzą skupiska. Pojedyncze ma kształt nieregularnego wieloboku i średnicę 85–140 μm. Przyczepki liczne, występują w  strefie równikowej klejstotecjów. Są powyginane, mają średnicę 6–9 μm, a długość 2–8 razy większą od średnicy klejstotecjum. Przy podstawie są lekko wybarwione, bezprzegrodowe, lub z kilkoma przegrodami w dolnej połowie. Są cienkościenne, o powierzchni gładkiej lub nieco szorstkiej. Worki o rozmiarach 50–70 × 30–50 μm. W jednym worku powstaje zazwyczaj od 3 do 5 askospor, wyjątkowo 2. Askospory elipsoidalno-jajowate, o rozmiarach  18–24 × 10–18 μm.

## Występowanie
Jest szeroko rozprzestrzeniony w całej Europie i Azji (Azja Środkowa, Iran, Syberia, Chiny). Zawleczony został także do Ameryki Północnej (USA, Kanada). W Polsce jest pospolity, stwierdzono jego występowanie na niemal wszystkich krajowych gatunkach dziurawców.